# Crabtree (Oregón)
Crabtree es un lugar designado por el censo (en inglés, census-designated place, CDP) situado en el condado de Linn, Oregón, Estados Unidos. Según el censo de 2020, tiene una población de 406 habitantes.

## Geografía
Está ubicado en las coordenadas 44°38′15″N 122°54′21″O / 44.63750, -122.90583 (44.637638, -122.905948).